# Giannitsochóri
Giannitsochóri, en grec moderne : Γιαννιτσοχώρι, est un village du  dème de Zacháro, district régional d’Élide, en Grèce-Occidentale.
Selon le recensement de 2011, la population du village s'élève à 445 habitants.